# Nadia Calviño
Nadia María Calviño Santamaría (ur. 3 października 1968 w A Coruña) – hiszpańska ekonomistka, urzędnik państwowy i europejski, dyrektor generalny w Dyrekcji Generalnej ds. Budżetu (2014–2018), w latach 2018–2023 minister, od 2020 do 2023 również wicepremier, od 2024 prezes Europejskiego Banku Inwestycyjnego.

## Życiorys
W 1991 ukończyła studia ekonomiczne na Uniwersytecie Complutense w Madrycie. W 2001 została absolwentką prawa na uniwersytecie UNED. W latach 1989–1994 pracowała jako konsultantka w firmach prawniczych, od 1991 była jednocześnie nauczycielem akademickim na UCM. W latach 1994–2006 była zatrudniona w administracji rządowej, od 1996 w organach zajmujących się ochroną konkurencji. W latach 2004–2006 kierowała dyrekcją generalną do spraw konkurencji w resorcie gospodarki i finansów.
W 2006 przeszła do pracy na kierowniczych stanowiskach w strukturach Komisji Europejskiej. Była zastępcą dyrektora generalnego w Dyrekcji Generalnej ds. Konkurencji (2006–2010) i w Dyrekcji Generalnej ds. Rynku Wewnętrznego (2010–2014). W 2014 została powołana na dyrektora generalnego w Dyrekcji Generalnej ds. Budżetu.
W czerwcu 2018 objęła stanowisko ministra gospodarki i przedsiębiorczości w nowo utworzonym rządzie Pedra Sáncheza. W styczniu 2020 została trzecim wicepremierem oraz ministrem spraw gospodarczych i transformacji cyfrowej w drugim gabinecie dotychczasowego premiera.
W marcu i lipcu 2021 awansowana kolejno na drugiego i pierwszego wicepremiera. W listopadzie 2023 w nowo powołanym trzecim rządzie lidera PSOE objęła stanowiska pierwszego wicepremiera oraz ministra gospodarki, handlu i przedsiębiorczości.
W grudniu 2023 wybrana na urząd prezesa Europejskiego Banku Inwestycyjnego (z kadencją od stycznia 2024). W konsekwencji w tym samym miesiącu ustąpiła z funkcji rządowych.

## Odznaczenia
- Krzyż Wielki Order Zasługi Republiki Włoskiej (Włochy, 2021)[10]